# Trachydium strictum
Trachydium strictum är en flockblommig växtart som beskrevs av Charles Baron Clarke. Trachydium strictum ingår i släktet Trachydium och familjen flockblommiga växter. Inga underarter finns listade i Catalogue of Life.